# Irish League 1984-1985
L'Irish League 1984-1985 è stata la 84ª edizione della prima divisione del campionato nordirlandese di calcio.
Il campionato era formato da quattordici squadre e il Linfield vinse il titolo. Non vi furono retrocessioni.

## Classifica finale
| Pos. | Squadra          | G  | V  | N  | P  | GF | GS | Punti |
| ---- | ---------------- | -- | -- | -- | -- | -- | -- | ----- |
| 1    | Linfield         | 26 | 17 | 5  | 4  | 70 | 22 | 39    |
| 2    | Coleraine        | 26 | 14 | 8  | 4  | 56 | 31 | 36    |
| 3    | Glentoran        | 26 | 14 | 6  | 6  | 53 | 26 | 34    |
| 4    | Portadown        | 26 | 13 | 4  | 9  | 33 | 29 | 30    |
| 5    | Cliftonville     | 26 | 10 | 8  | 8  | 37 | 36 | 28    |
| 6    | Crusaders        | 26 | 9  | 10 | 7  | 34 | 37 | 28    |
| 7    | Glenavon         | 26 | 11 | 4  | 11 | 45 | 53 | 26    |
| 8    | Ballymena United | 26 | 9  | 7  | 10 | 37 | 36 | 25    |
| 9    | Distillery       | 26 | 8  | 8  | 10 | 35 | 41 | 24    |
| 10   | Larne            | 26 | 10 | 2  | 14 | 37 | 47 | 22    |
| 11   | Ards             | 26 | 8  | 5  | 13 | 32 | 40 | 21    |
| 12   | Newry Town       | 26 | 7  | 6  | 13 | 39 | 57 | 20    |
| 13   | Bangor           | 26 | 5  | 9  | 12 | 24 | 39 | 19    |
| 14   | Carrick Rangers  | 26 | 3  | 6  | 17 | 24 | 62 | 12    |

G = Partite giocate; V = Vittorie; N = Nulle/Pareggi; P = Perse; GF = Goal fatti; GS = Goal subiti; 